# Gawege
Gawege est un hameau de la commune néerlandaise de Reimerswaal, en Zélande. Il est situé entre les villages de Krabbendijke et de Waarde, dont il dépend. Il compte environ 75 habitants.